# Meruterrana elegans
Meruterrana elegans är en insektsart som beskrevs av Sjöstedt 1912. Meruterrana elegans ingår i släktet Meruterrana och familjen vårtbitare. Inga underarter finns listade i Catalogue of Life.